# سيسينيو (لاعب كرة قدم مواليد 1986)
أليكس ساندرو ميندوسا دوس سانتوس (بالإنجليزية: Alex Sandro Mendonça dos Santos)‏ وإسمه الرياضي سيسينيو، هو لاعب كرة قدم برازيلي يلعب في مركز الظهير الأيمن ولد في يوم 4 أغسطس 1986 في مدينة جوندياي في البرازيل وهو يلعب حالياً مع نادي إشبيلية في إسبانيا كما سبق له اللعب مع أندية بالميراس وسانتو أندريه وأويستي وفيروفيارا وإيتوانو ونادي بورتوغيزا وأوسفالدو كروز وكابيفاريانو في الدوري البرازيلي لكرة القدم.

## روابط خارجية
- سيسينيو على موقع قاعدة بيانات كرة القدم.إي يو (الإنجليزية)
- سيسينيو على موقع Soccerbase.com (لاعب) (الإنجليزية)
- سيسينيو على موقع Soccerway.com (الإنجليزية)
- سيسينيو على موقع AS.com (الإسبانية)